# Ribnica (Bosna)
Ribnica je desna pritoka Bosne koja teče zapadno od Kaknja. Rijeka je duga 20 km. U donjem toku formira akumulaciju Mlado jezero. U Bosnu se ulijeva u Donjem Kaknju.